# プリメーラ・ディビシオン (アルゼンチン)1899
チャンピオンシップ・カップ1899 (Championship Cup 1899)は、アマチュア時代におけるアルゼンチンのサッカーリーグ1部、プリメーラ・ディビシオンの第7回目のシーズンである。主催団体は「アルゼンチン・アソシエーション・フットボールリーグ」(Argentine Association Football League)。ベルグラーノACが初優勝した。

## 概要
4チームによるホーム・アンド・アウェー2回戦総当たり・全6節のリーグ戦。昨季出場した7チームからユナイテッド・バンクス、パレルモAC、バンフィエルドACが離脱した。

## 結果
ラヌースACが4試合を残して途中離脱したため、残り4試合はすべて相手チームの勝利となっている。またローマスAC対ロボスACの2試合目も不成立となった。
| 順 | チーム             | 試 | 勝 | 分 | 敗 | 得 | 失 | 差 | 点 | 出場権 |
| -- | ------------------ | -- | -- | -- | -- | -- | -- | -- | -- | ------ |
| 1  | ベルグラーノAC (C) | 6  | 5  | 1  | 0  | 10 | 2  | +8 | 11 |        |
| 2  | ロボスAC           | 6  | 4  | 1  | 1  | 4  | 2  | +2 | 9  |        |
| 3  | ローマスAC         | 6  | 1  | 1  | 4  | 2  | 8  | −6 | 3  |        |
| 4  | ラヌースAC         | 6  | 0  | 1  | 5  | 1  | 3  | −2 | 1  |        |